# Eremobates dilatatus
Espèce
Synonymes
- Datames dilatata Putnam, 1883

Eremobates dilatatus est une espèce de solifuges de la famille des Eremobatidae.

## Distribution
Cette espèce est endémique de Basse-Californie au Mexique,.

## Description
La femelle décrite par Muma en 1951 mesure 31,0 mm.

## Publication originale
- Putnam, 1883 : The Solpugidae of America: Papers of J. Duncan Putnam, arranged for publication by Herbert Osborn. Proceedings of the Davenport Academy of Natural Sciences, vol. 3, p. 249-310.